# Aksel Gresvig
Aksel Johan Andersen Gresvig, född 16 augusti 1876 i Onsøy (numera Fredrikstad), död 16 december 1958 i Oslo, var en norsk tävlingscyklist samt idrotts- och företagsledare.
Gresvig vann två skandinaviska och tre norska mästerskap i bancykling 1897–1900. År 1901 startade han en cykel- och sportaffär i Oslo, vilken med tiden blev Norges största, Gresvig ASA, och kom att utgöra grunden för den riksomfattande sportkedjan G-sport. År 1908 startade han även cykeltillverkning, främst av märket Diamant, men denna produktion lades ned under 1950-talet. Han var ordförande i Oslo Skøiteklub 1909–1915 och president i Norges Skøyteforbund, Norges Cykleforbund och Nordiska Cykelförbundet. År 1914 var han initiativtagare till den nya skridskoanläggningen på Frogner stadion. År 1918 var han medstiftare till Norges sykkelfabrikanter og -grossisters forening, i vilken han länge var ordförande. Han hade även stor betydelse för tillkomsten av Syklistenes landsforening 1947.